# لیتیم تترا فلوئوروبریلات

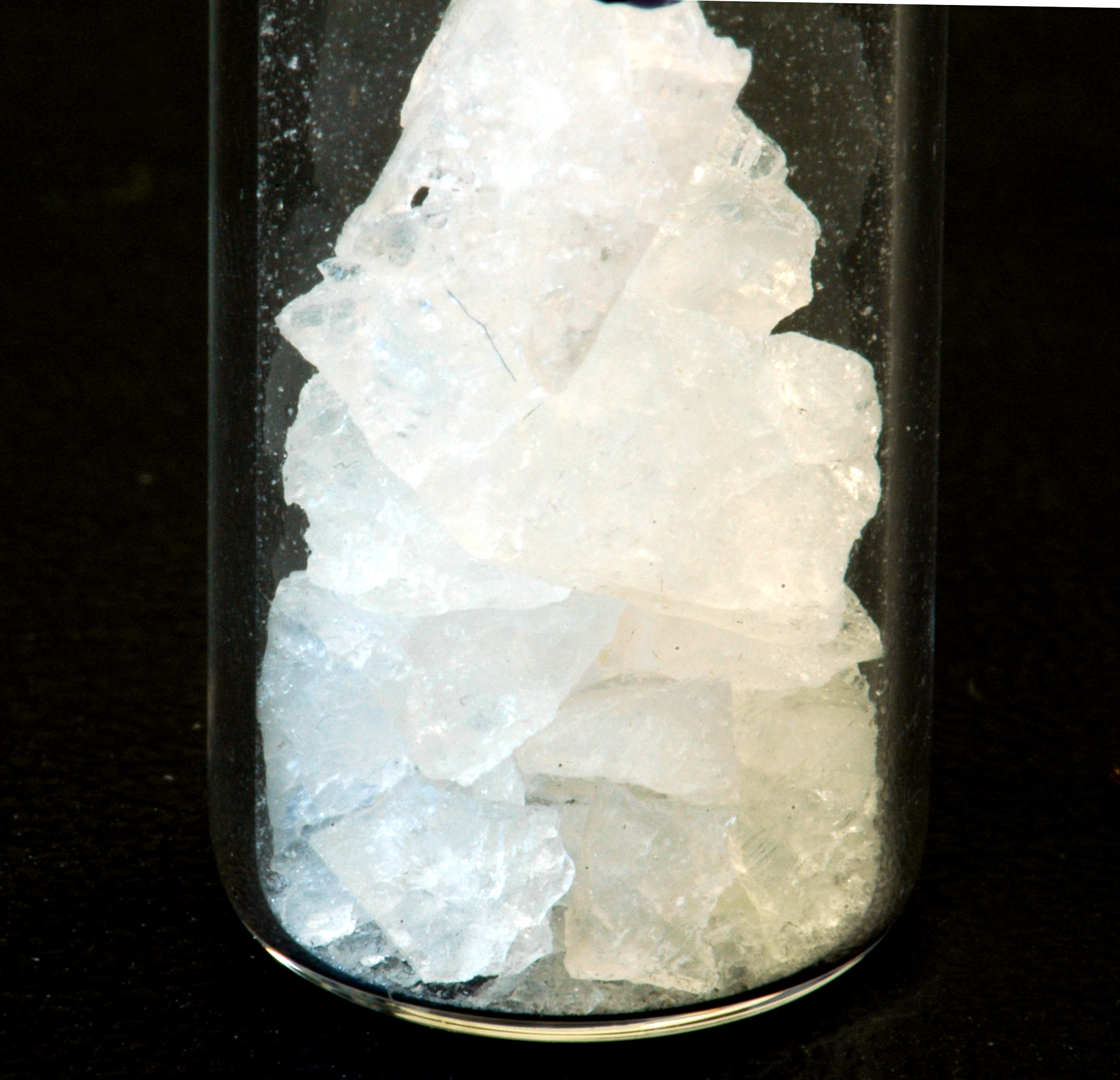
مقداری اف ال آی بی ای خالص.

اف ال آی بی ای(به انگلیسی: FLiBe) مخلوطی از لیتیم فلورید و فلوئورید بریلیم است که به صورت مذاب برای خنک کردن رآکتورهای هسته‌ای به عنوان عامل خنک کننده استفاده می‌شود.